# 吉岡泰一
吉岡 泰一（よしおか たいいち、1978年3月26日 - ）は、日本の元ラグビー選手。2016年現在トップキュウシュウA九州電力キューデンヴォルテクスのチームマネージャーを務めている。

## プロフィール
- 宮崎県出身[1]。
- ポジションはセンター(CTB)。
- 身長 177cm、体重 93kg
- 日本代表候補に選ばれたことがある[2]。
- U23日本代表に選ばれたことがある[3]。

## 略歴
1996年、延岡東高校卒業後、関東学院大学に入る。
2000年、関東学院大学卒業後、九州電力（現・九州電力キューデンヴォルテクス）に加入。
2009年、現役を引退した。